# Freisa

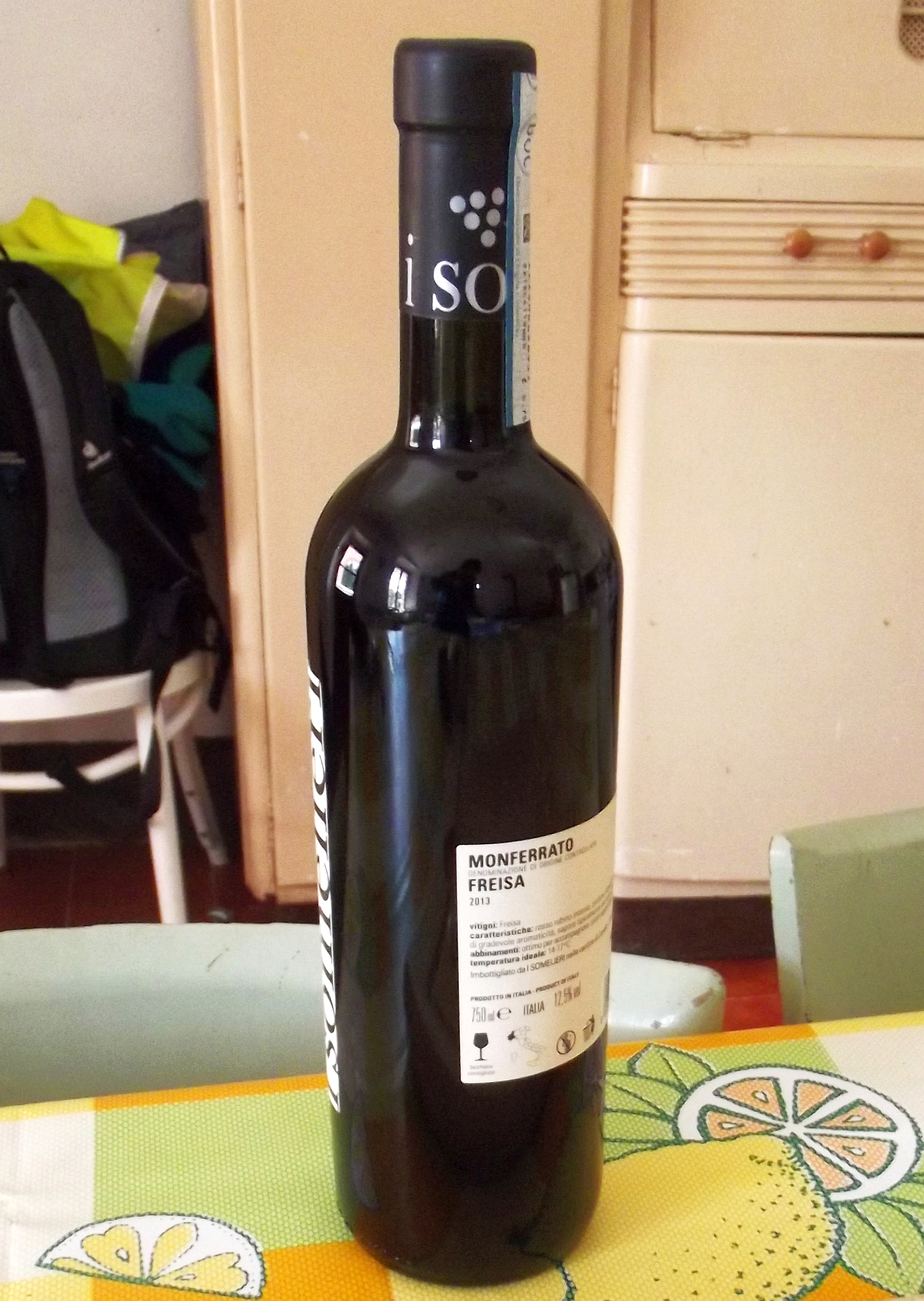
Vino de freisa.

La freisa es una uva tinta italiana que crece la región del Piamonte, en el noroeste de Italia, sobre todo en Monferrato y en el Langue, pero también más al norte, en las provincias de Turín y Biella. 
La freisa es una vid vigorosa y productiva con uvas redondeadas y de azul oscuro que son cosechadas a principios de octubre. Sus hojas, de tres lóbulos, son relativamente pequeñas y los racimos son alargados. En la década de 1880 se convirtió en una de las uvas más extendidas del Piamonte, y en ese periodo su cultivo fue estimulado por la resistencia de esta vid al mildiu causado por el virus Plasmopara viticola. Los vinos de la uva freisa son rojos y normalmente algo dulces y ligeramente espumosos.
También se producen versiones sin gas y espumosas del vino, así como vinos secos y más dulces. En Canavese hay un rosado que puede hacerse sobre todo de freisa de acuerdo con la regulación de la Denominazione di Origine Controllata (DOC).

## Historia
Las plantaciones de freisa en la región de Piamonte datan del siglo XVIII y los ampelógrafos creen que la uva puede ser originaria de las colinas que existen entre Asti y Turín. Los perfiles de ADN de la Universidad de California en Davis han revelado que la freisa tiene una relación de parentesco con la nebbiolo. Hay dos variedades clónicas de freisa: una con frutos pequeños conocida como freisa piccolo, que es más ampliamente plantada, y otra con las uvas más grandes, llamada freisa grossa o freisa di Nizza, que tiende a ser plantada en los terruños más llanos y fértiles y que produce un vino menos distinguido. La freisa di Chieri es una sub-variedad de la freisa piccolo que crece en la región de Chieri y cuenta con su propia DOC. Crea vinos tánicos, muy perfumados y con un color oscuro.

### Relación con otras uvas
A pesar de ser pariente ascendiente de la nebbiolo, la freisa es medio-hermana de las variedades vespolina, brugnola, bubbierasco, nebbiolo rosé, negretta, neretto di Bairo y rossola nera.

## Viticultura
La freisa es una vid productiva y vigorosa con unos frutos redondos de color azul oscuro que son cosechados a comienzos de octubre. Las hojas de tres lóbulos son relativamente pequeñas y los racimos tienen forma alargada. La vid es altamente resistente a la peronospera pero es algo susceptible al oídio. Crece mejor en laderas muy despejadas y soleadas.

## Vinos
Al igual que la nebbiolo, la freisa produce vinos con un nivel considerable de taninos y de acidez. Aunque se puede usar como uva de mezcla es más frecuente encontrarla en vinos varietales. Tradicionalmente, la freisa ha sido vinificada para producir vinos espumosos con una apreciable dulzura. Para equilibrar la amargura de la uva y la crianza con sus posos, los vinos deben hacerse con una pequeña cantidad de azúcar residual y permitir su paso por una fermentación secundaria para crear una cantidad limitada de espuma. Esta dinámica de dulzura/amargura del vino ha llevado a la freisa a tener admiradores y críticos entre los expertos del vino, como es el caso de Hugh Johnson, que describe a este vino como "inmensamente apetecible", y como Robert M. Parker Junior que lo describe como "completamente repugnante".
La moderna tecnología para la vinificación ha introducido técnicas para minimizar la amargura de los taninos al fermentar un vino que sea completamente seco. Esto incluye el control de la temperatura de fermentación en un recipiente y el envejecimiento en barriles de roble. Al igual que la nebbiolo, la freisa produce vinos ligeramente poco coloreados pero con tonos púrpuras. Estos vinos se caracterizan a menudo por sus aromas a fresa, frambuesa y violeta.

### Freisa nebbiolata
La freisa nebbiolata es una especialidad de vino del Piamonte hecho al estilo ripasso. En este estilo, la fresia es fermentada con pieles de nebbolo obtenidas de la producción de barolo. Esto crea un vino altamente tánico con potencial para desarrollar sabores complejos.

## Regiones vinícolas
La freisa no es habitual fuera de su tierra natal, el Piamonte, aunque hay algunos centenares de acres de esta vid en Argentina al haberse introducido la vid en Sudamérica por inmigrantes italianos. La superficie plantada de freisa está en declive incluso en el propio Piamonte. Se encuentra más a menudo en las regiones de Asti, Langue, Monferrato y Pinerolese.

### Lista de vinos DOC que emplean a la uva freisa
100 % freisa
- En la provincia de Asti
  - Freisa d'Asti
  - Freisa d'Asti superiore

- En la provincia de Cuneo
  - Langhe freisa
  - Langhe freisa vigna

- En la provincia de Turín
  - Freisa di Chieri amabile
  - Freisa di Chieri frizzante
  - Freisa di Chieri secco
  - Freisa di Chieri spumante
  - Freisa di Chieri superiore

85%-100 % freisa
- En las provincias de Asti y Alessandria
  - Monferrato freisa
  - Monferrato freisa novello
  - Monferrato rosso

- En las provincias de Cuneo y de Turín
  - Pineronese freisa

Vinos que pueden estar hechos sobre todo de freisa (al menos el 60 %), o donde puede estar ausente
- En las provincias de Biella y Turín
  - Canavese rosato
  - Canavese rosso

Otros vinos que pueden incluir pequeños porcentajes de freisa
- En la provincia de Asti
  - Albugnano rosato (0 %-15 % freisa)
  - Albugnano rosso (0 %-15 % freisa)
  - Albugnano superiore (0 %-15 % freisa)
  - Malvasia di Castelnuovo Don Bosco, versiones sin gas y espumosas (0 %-15 % freisa)
  - Grignolino d'Asti (0 %-10 % freisa)

- En la provincia de Alessandria
  - Grignolino del Monferrato Casalese (0 %-10 % freisa)

## Sinónimos
Los sinónimos para freisa incluyen monferrina, monfreisa, fessietta, freisa di Chieri, fresa y spannina.